# ГЕС Балех
ГЕС Балех — гідроелектростанція, що споруджується в Малайзії на острові Калімантан. Використовуватиме ресурс із річки Балех, лівої притоки Rajang, яка впадає до Південнокитайського моря за півтори сотні кілометрів на північний схід від Кучингу.
У межах проєкту Балех після впадіння її правої притоки Pitai перекриють кам'яно-накидною греблею із бетонним облицюванням висотою 188 метрів, для чого на час будівництва воду відведуть за допомогою двох тунелей із діаметром по 12 метрів. Вона утримуватиме гігантське водосховище з площею поверхні 588 км2 та об'ємом 29,9 млрд м3, яке витягнеться по долині річки на 90 км (ще одна затока довжиною 65 км розташується в долині великої притоки Балех річки Mengiong).
Пригреблевий машинний зал обладнають п'ятьма турбінами типу Френсіс загальною потужністю 1295 МВт, які забезпечуватимуть виробітку 8,1 млрд кВт·год електроенергії на рік.
Видача продукції відбуватиметься по ЛЕП, розрахованій на роботу під напругою 500 кВ.
Станом на грудень 2018 року виконали 5 % робіт за проєктом, завершення якого заплановане на 2025 рік.